# Wikipédia en shan
Wikipédia en shan (en shan : ဝီႇၶီႇၽီးတီးယႃးတႆး [Wiː-kʰiː-pʰiː-tiː-jaɑː- táy]) est l’édition de Wikipédia en shan, langue taï du Sud-Ouest parlée principalement dans l'État shan en Birmanie. L'édition est lancée le 14 novembre 2018,,,. Son code est : shn.
Au 22 mars 2025, l'édition en shan contient 13 809 articles et compte 5 187 contributeurs, dont 17 contributeurs actifs et 2 administrateurs.

## Présentation

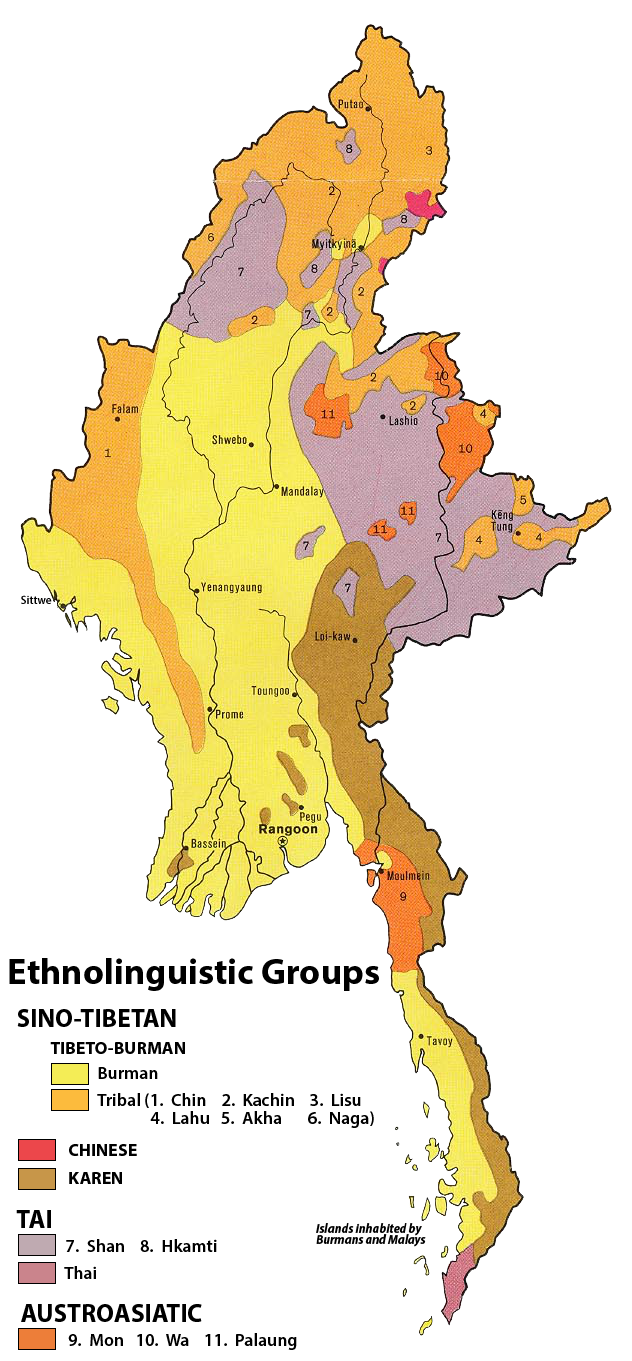
Aire de diffusion du shan et des autres langues en Birmanie.
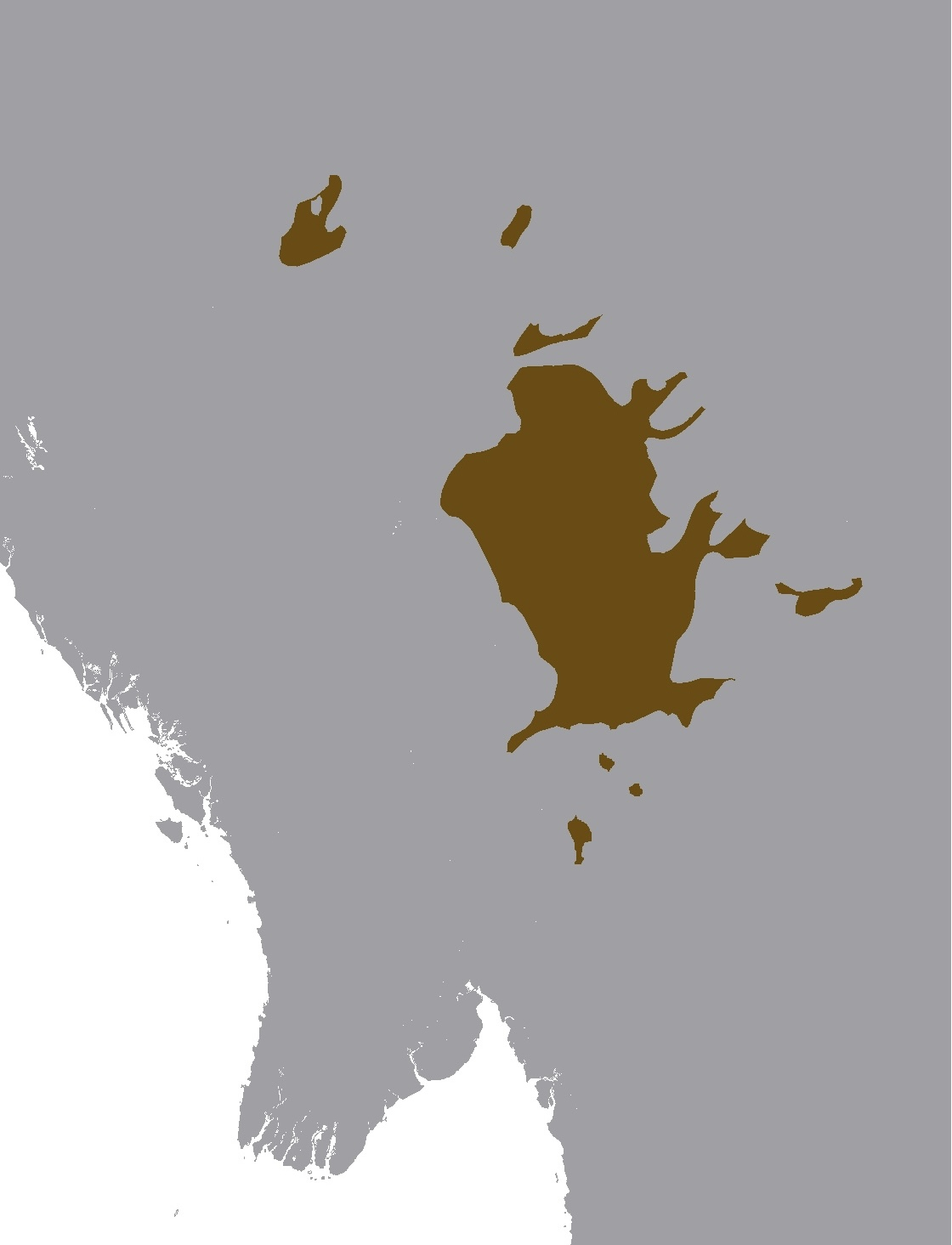
Aire de diffusion du shan en Birmanie.

## Statistiques
- Le 1er novembre 2022, l'édition en shan contient 12 149 articles et compte 3 406 contributeurs, dont 19 contributeurs actifs et 2 administrateurs.
- Le 4 octobre 2024, elle contient 13 681 articles et compte 4 846 contributeurs, dont 18 contributeurs actifs et 2 administrateurs.